# Клишинский сельский округ
Клишинский сельский округ — упразднённая административно-территориальная единица, существовавшая на территории Озёрского района Московской области в 1994—2006 годах.
Клишинский сельсовет был образован в первые годы советской власти. К концу 1920-х годов он входил в состав Зарайской волости Зарайского уезда Рязанской губернии.
В 1929 году Клишинский сельсовет вошёл в состав Озёрского района Коломенского округа Московской области.
14 ноября 1934 года в Клишинский с/с из Редькинского с/с Каширского района была передана деревня Смедово.
17 июля 1939 года к Клишинсклму с/с был присоединён Протасовский с/с (селения Бутьково и Протасово).
В начале 1950-х годов из Клишинского с/с в Облезьевский с/с было передано селение Бутьково. Одновременно из Полурядниковского с/с в Клишинский были переданы селения Каблучки, Свиридоново и Старое.
3 июня 1959 года Озёрский район был упразднён и Клишинский с/с был передан в Коломенский район.
20 августа 1960 года из Дулебинского с/с в Клишинский было возвращено селение Бутьково.
1 февраля 1963 года Коломенский район был упразднён и Клишинский с/с вошёл в Коломенский сельский район. 11 января 1965 года Клишинский с/с был возвращён в восстановленный Коломенский район.
17 августа 1965 года из Клишинского с/с в Сенницкий было передано селение Старое.
13 мая 1969 года Клишинский с/с был передан в восстановленный Озёрский район.
3 февраля 1994 года Клишинский с/с был преобразован в Клишинский сельский округ.
В ходе муниципальной реформы 2004—2005 годов Клишинский сельский округ прекратил своё существование как муниципальная единица. При этом все его населённые пункты были переданы в сельское поселение Клишинское.
29 ноября 2006 года Клишинский сельский округ исключён из учётных данных административно-территориальных и территориальных единиц Московской области.